# 中野神社 (幸手市)
中野神社（なかのじんじゃ）は、埼玉県幸手市の神社。

## 歴史
創建年代は不明である。ただ江戸時代後期の地誌『新編武蔵風土記稿』に薬王院の境内社「香取社」として掲載されていることから、その頃までには既に存在していたものと推測される。
明治初期、近代社格制度に基づく「村社」に列せられた。当地には中野村の鎮守として「日枝社」が存在していたが、その日枝社よりも規模が大きい当社が村社になった。1915年（大正4年）、神社合祀により日枝社が合祀された。その際に「中野神社」に改称された。
当社の例祭は10月25日で、現在執り行われる行事もこの日だけであるが、かつては9月20日も祭が執り行われていた。

## 交通アクセス
- 路線バス平野停留所より徒歩2分。